# Andreas Seyferth
Andreas Seyferth (* 2. Februar 1945 in Berlin) ist ein deutscher Theater- und Fernsehschauspieler.

## Leben
Der Sohn des Schauspielers Wilfried Seyferth und der Schauspielerin Tatjana Iwanow wurde 1959 von dem Schauspieler Gert Fröbe adoptiert, nachdem dieser dessen verwitwete Mutter geheiratet hatte. Nach dem Besuch des Gymnasiums – unter anderem in Tegernsee – machte er von 1967 bis 1969 eine Schauspielausbildung an der Otto-Falckenberg-Schule in München. Anschließend hatte er ein Engagement an den Kammerspielen in München. Fünf Jahre spielte Seyferth am Thalia Theater in Hamburg. Seit 1986 leitet er mit der Schauspielerin Margrit Carls das theater Viel Lärm um Nichts in München. Seit 1969 ist er im deutschen Fernsehen tätig.

## Filmografie (Auswahl)
- 1969: Ich bin ein Elefant, Madame
- 1969: Der Kommissar – Die Waggonspringer
- 1970: Abseits
- 1971: Oliver
- 1972: Der Kommissar – Tod eines Schulmädchens
- 1973: Der Kommissar – Herr und Frau Brandes
- 1973: Tatort: Tote brauchen keine Wohnung
- 1974: Hamburg Transit – Das Interview
- 1975: Baby Hamilton
- 1975: Der Kommissar – Ein Playboy segnet das Zeitliche
- 1975: Aufruhr im Erziehungshaus
- 1976: Notarztwagen 7
- 1976–1991: Derrick
- 1977: Tatort: Drei Schlingen
- 1978: Der Alte: Nachtmusik
- 1978: Derrick: Solo für Margarete
- 1978: Der Alte: Die Kolonne
- 1978: Die unsterblichen Methoden des Franz Josef Wanninger – Alter Plunder, junges Blut
- 1978: Tatort – Himmelfahrt
- 1979: Ein Kapitel für sich
- 1982: Der Alte: Tod eines Aussteigers
- 1984: Patrik Pacard
- 1984: Die schöne Wilhelmine
- 1987: Zwischen Himmel und Erde
- 1994: Drei zum Verlieben
- 1995: Zwei Brüder
- 1999: Siska
- 1978–2002: Der Alte
- 2002–2003: Marienhof
- 2004: Stromberg
- 2005: Tatort – Die Spieler
- 2005: Catering
- 2005: Sturm der Liebe
- 2006: Die Rosenheim-Cops – Bei Panne Mord
- 2006–2007: Alles was zählt